# Mitterarnsdorf
Mitterarnsdorf ist eine Ortschaft und eine Katastralgemeinde der Gemeinde Rossatz-Arnsdorf im Bezirk Krems-Land in Niederösterreich. Die Ortschaft hat 155 Einwohner (1. Jänner 2025). Bis Ende 1971 war Mitterarnsdorf eine eigenständige Gemeinde.

## Geografie
Das zwischen Hofarnsdorf und Bacharnsdorf gelegene Dorf reicht bis unmittelbar an die Donau, während sich die Katastralgemeinde fast bis nach Maria Langegg erstreckt und auch Hofarnsdorf und Bacharnsdorf umfasst.

## Geschichte
Im Jahr 1822 wurde der Ort als Dorf mit 48 Häusern genannt, das über eine Pfarre verfügte, die Kinder jedoch in Hofarnsdorf eingeschult wurden. Die Herrschaft Arnsdorf besaß die Ortsobrigkeit, übte die Landgerichtsbarkeit aus und besorgte die Konskription. Laut Adressbuch von Österreich waren im Jahr 1938 in der Ortsgemeinde Mitterarnsdorf ein Bäcker, ein Binder, zwei Gastwirte, vier Gemischtwarenhändler, zwei Holzhändler, sechs Obst- und Gemüsehändler, ein Schneider, zwei Schuster, ein Tischler und einige Landwirte ansässig. Weiters gab es eine Essigfabrik und außerhalb des Ortes einen Steinbruch.
Die davor eigenständige Gemeinde Mitterarnsdorf wurde am 1. Jänner 1972 im Zuge der Niederösterreichischen Kommunalstrukturverbesserung zusammen mit Oberarnsdorf und Rührsdorf mit der Gemeinde Rossatz fusioniert.

## Sehenswürdigkeiten
Filialkirche Hl. Katharina, Pfarrhof und Wirtschaftsgebäude (denkmalgeschützt)

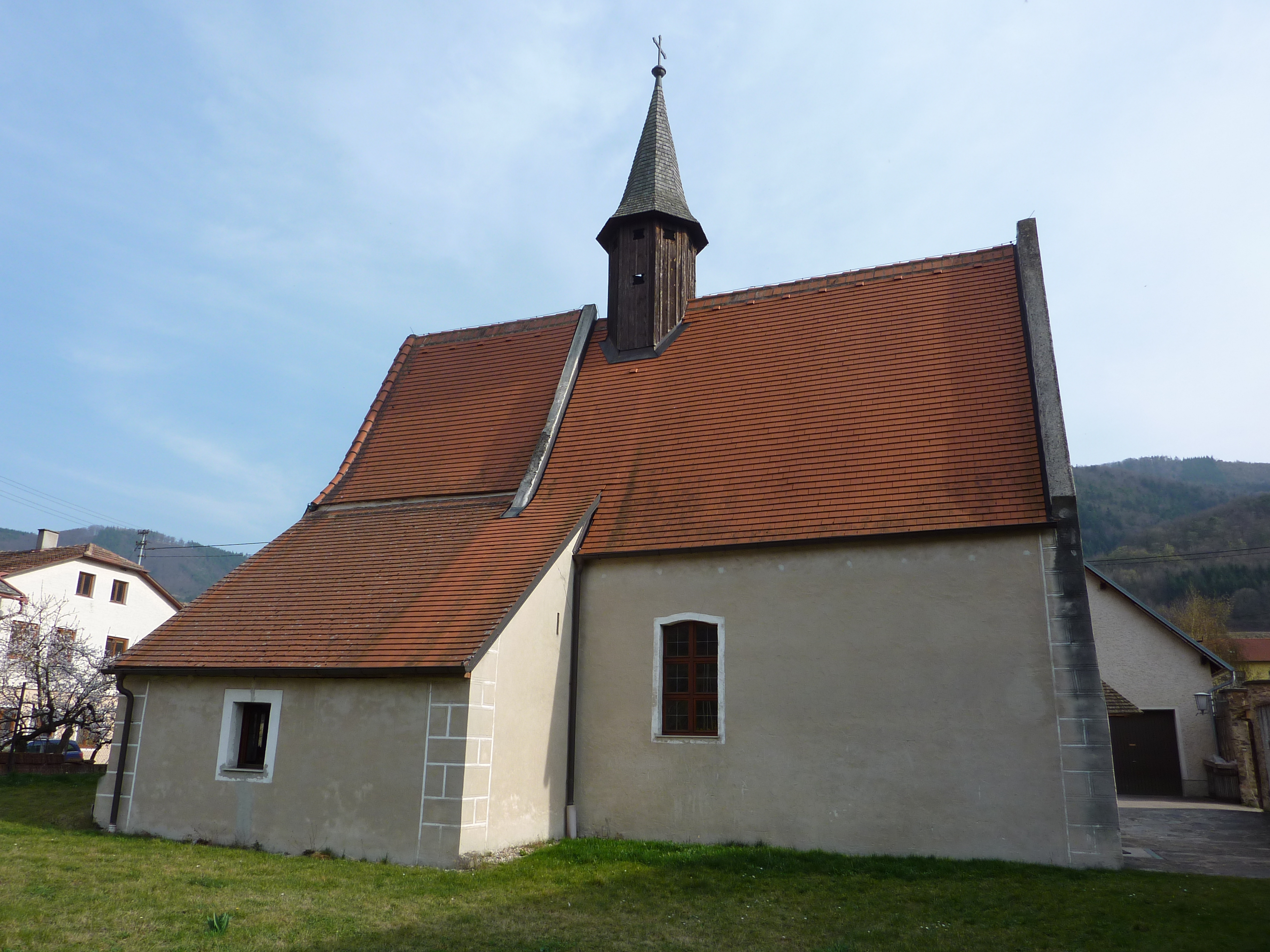
Filialkirche Hl. Katharina
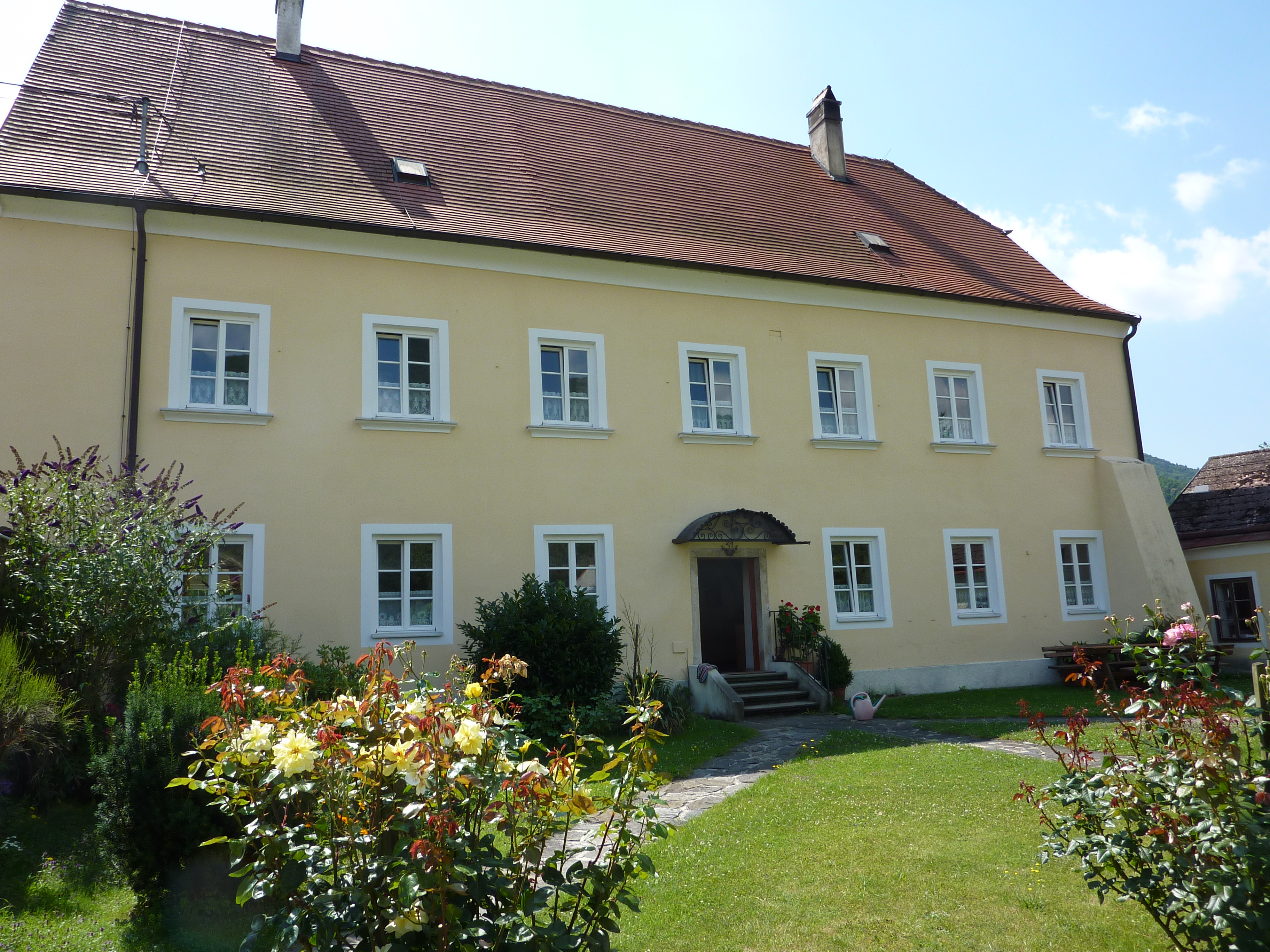
Pfarrhof
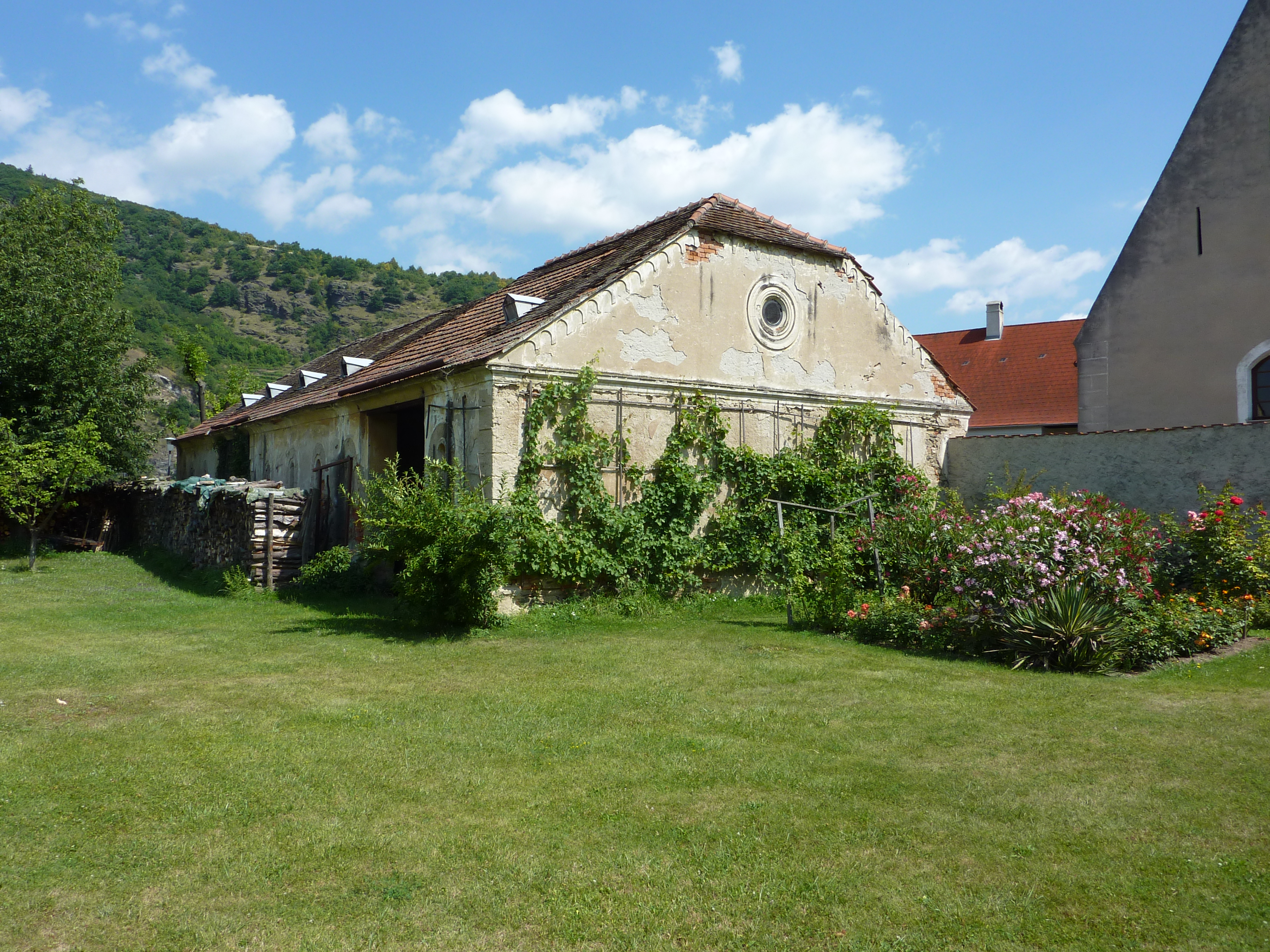
Wirtschaftsgebäude